# V1093 Herculis-variabel
V1093 Herculis-variabeln, (V1093HER), är en pulserande variabel av subdvärgs-typ som pulserar med perioder, 45-180 minuter, på grund av gravitationskrafter, utan att uppvisa korta perioder för pulserande på grund av stjärntryck.
Prototypstjärnan V1093 Herculis har visuell magnitud +13,97 och varierar i amplitud med 0,02 magnituder med en period av 0,0408 dygn eller 58,8 minuter.